# Waycross
Waycross – miasto w Stanach Zjednoczonych, w stanie Georgia, w hrabstwie Ware. Według spisu w 2020 roku liczy 13,9 tys. mieszkańców. 